# جورج دانتون
جورج دانتون (بالفرنسية: Georges Jacques Danton)‏ (1759م - 1794م) زعيم ثوري فرنسي ومحامي وخطيب بارع من زعماء الثورة الفرنسية وكان من ألمع محامي باريس.

## أعماله
كان زعيم حركة اليعاقبة المتطرفة في الجمعية الوطنية الفرنسية، لعب دوراً مهماً في سقوط الملكية في فرنسا سنة 1792م. كانت حملاته على الزعماء المناهضين للثورة الفرنسية من أسباب فراره إلى إنكلترا، غير إنه ما لبث أن عاد إلى باريس؛ ليصبح وزيراً للعدل في الحكومة الموقت. وعلى الرغم من إنه لم يكن مسؤولاً مباشراً عن الكثير من الفظائع التي ارتكبت في الثورة الفرنسية، فقد كان مشتركاً مع الذين كانوا مسؤولين عن ذلك · واقتَرع على موت الملك لويس السادس عشر. كان دانتون رئيساً للجنة الأمن والسلامة العامة لمدة من الزمن، وعمل محاكم الثورة، اختلف مع روبسبير على كثرة الإعدام والعنف المبالغ فيه، واستقال من اللجنة بعد إعادة تنظيمها، فكلفه ذلك حياته·

## إعدامه
كان له أعداء كثيرون يتشوقون لسقوطه، وفي جملتهم رجل الثورة روبسبير. اتُهم زوراً وبهتاناً بأنه يتآمر لإعادة الملكية، فقطع رأسه على المقصلة في 6 نيسان 1794م، وهو في السادسة والثلاثين من عمره.

## أقواله
حتى آخر لحظة من حياته ظل يتحدى خصومه مردداً: "أنا دانتون حتى مماتي، وغداً سأرقد على المجد". ومن أقواله: "الشيء الوحيد الذي أندم عليه أنني سوف أعدم بالمقصلة قبل الحيوان الذي يُدعى روبسبييرو".

## روابط خارجية
- جورج دانتون على موقع الموسوعة البريطانية (الإنجليزية)
- جورج دانتون على موقع ميوزك برينز (الإنجليزية)
- جورج دانتون على موقع إن إن دي بي (الإنجليزية)